# Ảnh hưởng của đại dịch COVID-19 đối với giáo dục

Người học bị ảnh hưởng bởi việc đóng cửa trường do COVID-19 gây ra vào ngày 16 tháng 3 năm 2020
Đóng cửa trường học cục bộ
Đóng cửa trường học toàn quốc

Đại dịch COVID-19 đã gây ảnh hưởng đến các hệ thống giáo dục trên toàn thế giới, dẫn đến việc đóng cửa hàng loạt các trường học và đại học. Kể từ ngày 16 tháng 3 năm 2020, chính phủ ở 73 quốc gia đã tuyên bố hoặc thực hiện việc đóng cửa trường học, bao gồm 56 quốc gia đóng cửa trường học trên toàn quốc và 17 quốc gia đóng cửa trường học địa phương. Việc đóng cửa trường học trên toàn quốc đã ảnh hưởng đến hơn 421 triệu người học trên toàn cầu trong khi việc đóng cửa trường học cục bộ đã khiến hơn 577 triệu người học có nguy cơ gặp nguy hiểm. Theo dữ liệu do UNESCO công bố vào ngày 10 tháng 3, việc đóng cửa trường học và đại học do COVID-19 đã khiến một phần năm học sinh rời khỏi trường trên toàn cầu.
Những nỗ lực ngăn chặn sự lây lan của COVID-19 thông qua các biện pháp can thiệp phi dược phẩm và các biện pháp phòng ngừa như cách ly xã hội và tự cô lập đã thúc đẩy việc đóng cửa rộng rãi các trường tiểu học và trung học cũng như các trường sau trung học bao gồm các trường cao đẳng và đại học tại ít nhất 61 quốc gia.
Phần lớn bệnh nhân COVID-19 được xác nhận đã trưởng thành. Bằng chứng sơ bộ có thể chỉ ra rằng trẻ em ít bị nhiễm vi-rút, tuy nhiên người ta cho rằng trẻ em có thể truyền vi-rút. Việc đóng cửa trường học thường được coi là một cách hiệu quả để làm chậm sự lây lan của bệnh tật, tuy nhiên cần thêm dữ liệu để đánh giá rõ ràng về tác động. Trong một số trường hợp, việc đóng cửa trường học đã được tìm thấy không hiệu quả nếu được thực hiện quá muộn. Vì việc đóng cửa có xu hướng xảy ra đồng thời với các biện pháp can thiệp khác như cấm tập trung công cộng, nên có thể khó đo lường tác động cụ thể của việc đóng cửa trường học.
Việc đóng cửa trường học có tác động tiêu cực đáng kể đến các gia đình có thu nhập thấp, những người thiếu tiếp cận với công nghệ, internet, thực phẩm dinh dưỡng và dịch vụ chăm sóc trẻ em, cũng như học sinh khuyết tật cần các kế hoạch giáo dục cá nhân.

## Tại Việt Nam
Ở Việt Nam, tính đến ngày 8/4/2020, tất cả 63 tỉnh, thành đã cho học sinh, sinh viên nghỉ ở nhà. Ngày 1/4/2020, Việt Nam bắt đầu thực hiện giãn cách xã hội trên quy mô toàn quốc để ngăn chặn sự lây lan của virus corona; người dân được khuyến cáo ở yên trong nhà. Tuy nhiên, ngành giáo dục không thể và sẽ không để bị ngăn chặn. Cùng với nhiều quốc gia khác trên thế giới, thật không dễ dàng để Việt Nam xây dựng một kịch bản chắc chắn cho ngành giáo dục, bởi tình hình đại dịch COVID-19 vẫn còn diễn biến phức tạp.